# Siklós története
Siklós története az őskorig nyúlik vissza. A középkorban mezővárossá fejlődött az 1270-es években épített vár körül. A város birtokosai a középkorban először a Siklósiak, majd a Kakas és Pásztó család, őket követték a Garaiak, végül a Perényiek voltak. 1543-ban az Oszmán Birodalom része lett. A török hódoltság időszakában csökkent a népessége, és a 17 század végi fölszabadulás után mezővárosként szerepel az összeírásokban. A 19. században a mezővárosi rang megszűnése után falui státusza lett. 1918-1921 között szerb megszállás alá került a vidék. Siklós 1977 óta ismét városi rangú település, 2013 óta járási székhely.

## Őskor
A Siklóson és környékén megtalált régészeti leletek szerint 28.000 évvel ezelőtt, az utolsó jégkorszak végén mamutvadász emberek éltek ezen a tájon, amit keleti gravetti kultúrának hívnak. A kedvezőbbé vált éghajlat hatására nyolcezer éve a mai Földközi-tenger környékéről vándoroltak ide az első földművelők, a Starčevo-kultúra képviselői. Erre utaló régészeti leleteket 1999-ben találtak a Siklós, Csukmai dűlőben végzett útépítéskor, ahol épületmaradványokat, csontokat, edénymaradványokat találtak. Az i. e. 5. évezredben a Lengyeli kultúra terjedt el a mai Siklós területén. Erről tanúskodnak a temetkezési szokások is, ami hasonlít a maihoz. Már temetőket hoztak létre, istenszobrokat készítettek, a halott mellé használati tárgyakat tettek. Az i. e. 3. évezredben többször is a Balkán-félszigetről indult embercsoportok telepedtek meg e vidéken, az ő kultúrájukat hívják vučedoli kultúrának. a E kultúrát követte a Somogyvár–Vinkovci-kultúra.
Az i. e. 19-18. században teljesedett ki a bronzkori társadalmak sajátosságai: a népesség letelepedett, cserekereskedelem. A növekvő igény miatt a fémművesség rohamos fejlődésnek indult. A 12. században a halomsíros kultúra népe telepedett le a vidéken. Egy évszázaddal később belőlük alakultak ki az urnamezős kultúra csoportjai. A vidék e kultúra legkeletibb pontja.
A bronzkort pár évszázad múlva fölváltotta a vaskor. A vasgyártás technológiáját a hallstatti kultúra népe hozta a vidékre az i. e. 8. században.

## Ókor
Az i. e. 6. századtól a pannonok lakták a vidéket. Ők az első, név szerint ismert lakói a mai Siklós vidékének. Siklóshoz közel, Beremendek találtak a régészek egy gazdag fejedelmi temetkezőhelyet. A pannonokat hosszú harcok árán az i. e. 4. században a kelták igázták le, azonban 2 évszázaddal később meggyengült a hatalmuk. Részleteket a kutatók sem tudnak, de föltételezik, hogy a pannonok ismét megerősödtek. A rómaiak ugyanis a pannonok után nevezték el egyik tartományukat, Pannónia provinciát. A rómaiak i. e. 15-ben kezdték meghódítani a területet, és csak majdnem 100 évvel később tudták bejezni a teljes Dunántúlt.
A területet meghódító rómaiak a 2. század közepére fejezték be Pannónia úthálózatának kiépítését, és a század végére alakult ki az összefüggő városhálózat. Az őslakos pannonok az évtizedek során folyamatosan asszimilálódtak, és a század végére a helyi elemekkel keveredett latin nyelvű római alattvalókká váltak. A rómaiak temetkezési szokásaik a 2. században megváltoztak, míg korábban hamvasztásos módszert alkalmaztak, a század végére már a földbe temetés, azaz a csontvázas temetkezés váltotta föl. A gazdagabbak szarkofágokat, kőkoporsókat készítettek. A Villányi-hegység déli oldalán már a rómaiak előtt is létezett út, amely a Birodalom idején kapcsolódott a Mursáról (Eszék) Sopianae-re (Pécs) tartó úthoz, amely elhaladt Siklós és Máriagyűd területe mellett. A mai Baranya vármegye területén a római időben Sopianae városán kívül a feltételezések szerint csak Nagyharsány volt nagyobb, városias település. Siklóst korábban a szakértők Serena településként azonosították, a 20. század végén viszont már úgy tartották, hogy ez a mai Villyó (Horvátország) római neve volt.

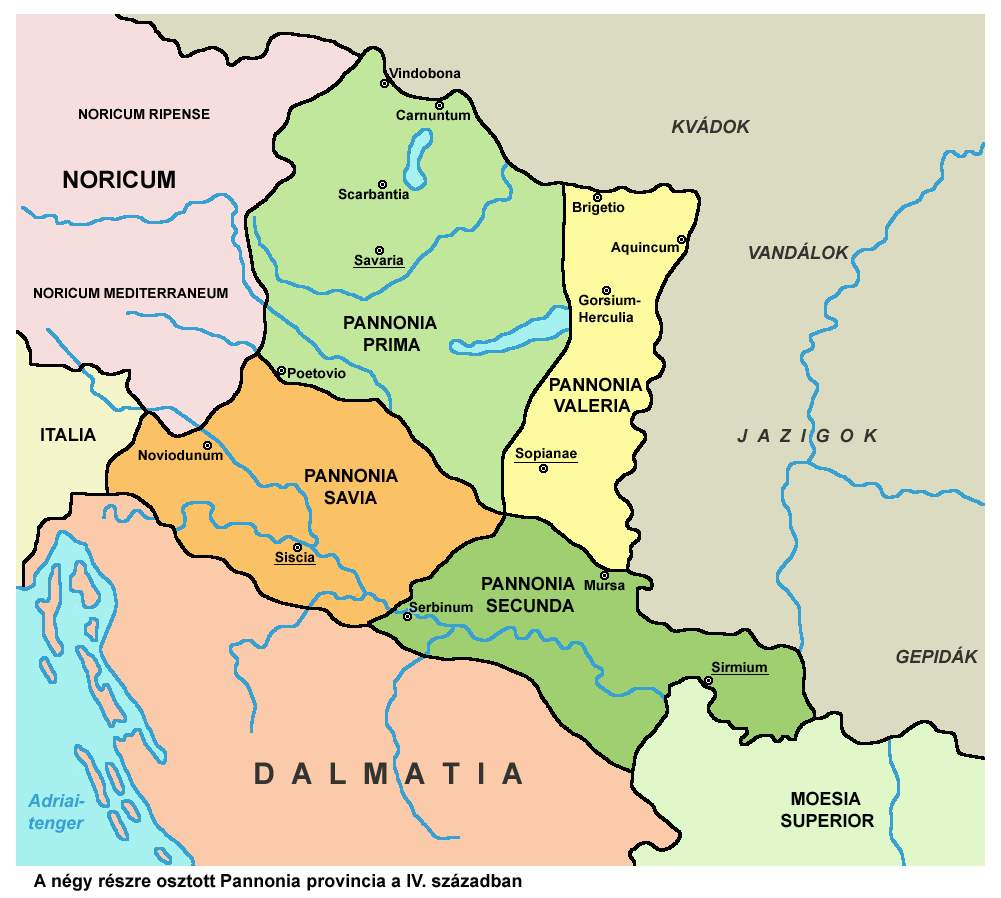
A négy részre osztott Pannonia

A 2. század a mezőgazdaságban is változást hozott, ugyanis a rómaiak meghonosították a bortermelést és szőlőművelést. Nagyharsány határában feltárt római településen több villát találtak, ami arra utal, hogy a gazdagok szívesen töltötték idejüket a vidéken. E villák mészhabarccsal összeillesztett terméskövekből épültek, tetejükre cserepeket helyeztek. A villákhoz magtárak és fürdők tartoztak.
A 3. században a markomann háborúk, majd 259-260-ban a roxolánok támadása megtizedelte a lakosságot. A két Pannoniát Diocletianus 296-ban négy részre osztotta: Pannonia Superiort Pannonia Primára (északnyugat, Savaria központtal) és Pannonia Saviára (délnyugat, Siscia központtal), míg Pannonia Inferiort Pannonia Secundára (délkelet, Sirmium központtal) és Pannonia Valeriára (északkelet, Sopianae központtal).

## Középkor
A Római Birodalom 433 táján engedte át a környéket a hunoknak, akik meghagyták az őslakosok életét, de azok addigra már elszegényedve éltek. 450 körül a germánok, majd 456-ban a keleti gótok uralma alá került a vidék. 473-ban a bizánciak, majd tőlük 504-ben visszahódították a keleti gótok. A keleti gótokat a longobárdok követték, akik már határvédelmi gyepűnek használták a vidéket.
Az avarok a hetedik század tájékán érkeztek ide, akiket a frankok 803-ban hódoltattak be. Az avarok idejéből Siklós környékén találtak temetőket. A leletekből arra lehet következtetni, hogy a Mecsek vidékével szemben itt a települések messze helyezkedtek el egymástól. Délszláv népcsoportok is feltűntek errefelé ezt követően. A továbbiakban az e térségben még itt élő avarokat magukba olvasztó, és a frank megyerendszert átvevő magyar telepesek csak a tizedik század végén érkeztek Baranyába. Kristó Gyula szerint Baranyában a fekete magyarok laktak, akiket I. István magyar király legyőzött 1009 előtt. Az ő legyőzésük után tudták csak megalapítani a pécsi püspökséget.
A Kán nemzetség Suklous, Soklous ága uralta Baranya déli részét, de bizonyíthatóan csak a 12. századtól. A nemzetség tagjai közös ősüknek Magnus (Nagy vagy Öreg) Gyulát tartották, aki II. András udvarában alapozta meg családja jövőjét. A nagyúr nádor, erdélyi vajda vagy bán is volt ezekben az években. Fia, ifjabb Gyula leszármazottai alkották a család Siklósi ágát, akiket egy 1251-es oklevélben említenek először. Ebben a Siklósiak megosztják a közös birtokokat. Siklós falu északi része Buchk ispánnak, a déli része, testvérének Gyulának a tulajdonába került. A siklósi várat valószínűleg Siklósi Gyula kezdte el építtetni az 1270-es években. A vár létéről a pécsi káptalan 1294. november 30-án keltezett irata ad közvetett bizonyítékot, ahol a várat nem említik, de az okmány megemlíti a siklósi várnagyot. Ugyanebben az évben a pécsi káptalan egy másik oklevelében is szerepel a várnagy szó: comes Omoneus filius Michaelis de Topord, castellanus de Suklous („topordi Mihály fia Omone, siklósi várnagy”-ot). Mindkét oklevél említést tesz, hogy Siklós vásáros hely volt (in foro Soklous). A vásár kialakulása az uradalmi központok sajátosságai voltak, és Siklós valószínűleg ismert volt vásáráról. Néhány paloznaki jobbágy 1305-ben megszökött otthonról, mert a rájuk kirótt 110 márkás büntetést, nem tudták kifizetni. Siklósra menekültek, ahol azonban elkapták, és visszavitték lakóhelyükre. A siklósi vásárnap szombatonként lehetett, ugyanis a leírások szerint Siklóson belül Szombatszeg településrészen volt a piac.

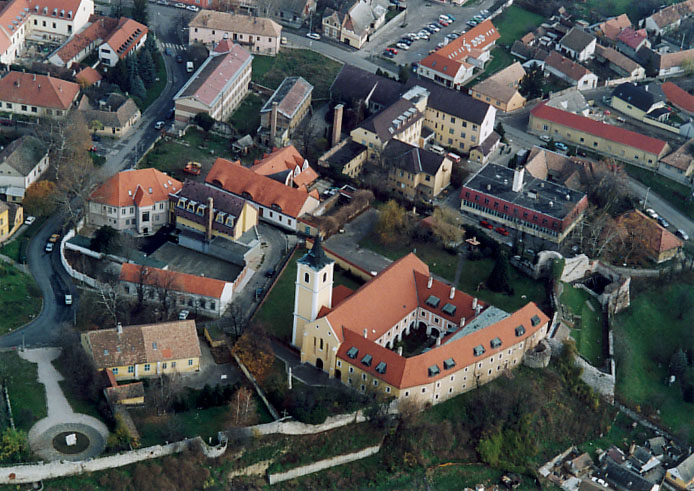
A volt Ágoston rendi kolostor

A település városiadására bizonyíték az is, hogy 1333-ban az ágostonos kanonokok kolostort tartott fönn. Nekik az egész országban csak 15 rendházuk volt. A kolostor pontos helye nem ismert. Ezekben az években a városban két templom állt. Az egyik az Ágostonos kanonokok Szent Anna-temploma, a másik a városi kőtemplom, aminek tornya is volt. Egyes kutatók szerint a kettő azonosnak tekinthető, mivel nem találták nyomát két templomnak. A középkori plébániatemplom helye megegyezett a mai temploméval.
A 14. század végére a Siklósiak csillaga lehanyatlott: Siklósi Pál fia Gyula fia Miklóstól Zsigmond király 1387-ben elkobozta a siklósi várat hűtlenség miatt. Újdonsült híveinek, Kakas Lászlónak és Pásztói Jánosnak adta át. A Siklósi család a század végére kihalt, a várat Kakas László halála után a király a Garaiakkal birtokokat cserélt. A királyé lett a pozsegai és a temesi Garai-birtok, míg a Garaiaké Siklós. A jelentős birtokokat felhalmozó család a Valkó vármegyei Garáról Siklósra akarta áttenni a székhelyét, ezért kárpótlásul megállapodott Siklósi Miklós fráterrel, aki a család utolsó tagja volt, hogy hat falut élete végéig birtokolhat. A barát a Garaiaktól húsz hordó bort kapott a kegyúrnak járó hegyvámból, sőt a dalmáciai Ossero (Osor) püspökévé is kineveztették.
Bár idősebb Garai Miklós Zsigmond ellenfele volt, életét az uralkodó feleségének, Máriának a védelmében áldozta föl, mikor Horváti János visszavágott Kis Károly király megölésért. Fia, ifjabb Garai Miklós viszont már 1387-ben megkapta a macsói bánságot, és a király biztos hívei közé tartozott. 1401. április 28-án, mikor Kanizsai János érsek és Bebek Detre nádor fogságba ejtette a szavukra nem hallgató uralkodót, a nemes saját fiát ajánlotta túszként Zsigmondért. Ekkor, 1401 júniusától októberig a siklósi várban tartózkodott a király. Garai ezalatt kiegyezett a nagyurakkal, és egyben Zsigmond sógora lett a Cilleiekkel kötött egyezség keretein belül. Garai Cillei Annát, az uralkodó Cillei Borbálát vette nőül. Szolgálataiért 1402-től haláláig, 1433-ig Garai Miklós viselte a nádori méltóságot. A király sógorának gazdagságát többek közt bizonyítja, hogy Siklóson nagyszabású építkezéssel alakították át a várat. Ebből a korból maradt ránk számos gótikus részlet, és a máig ép gótikus kápolna.
1441-ben Bátaszék mellett Garai Miklós fia László és hívei megütköztek Hunyadi János és Újlaki Miklós seregeivel. A csatát utóbbiak nyerték, és rögtön megostromolták a siklósi várat és a simonytornyai várat. Egyik ostrom sem volt sikeres, köszönhetően a megerősített várfalaknak.
Az 1478. évi osztozkodás során a Garai család fölosztotta birtokait. E okiratból derül ki, hogy egy mezőváros (Siklós), 40 jobbágyfalu s egy részbirtok tartozik az uradalomhoz. A jobbágyok száma a 42 helységben elérte az 1500 főt. Más számítások szerint csak Siklóson 1310-en lakhattak. Az 1490-es években Siklósról, mint pénzváltóhelyről írnak, vagyis más országokból is érkeztek kereskedők. A város lakossága ekkoriban többségében magyar, kisebb részben szláv volt.
A Garai család 1481-ben, Garai Jób halálával kihalt, s az uralkodóra visszaszálló siklósi uradalmat Hunyadi Mátyás fiának, Corvin János szlavón bánnak adományozta. Ám ő 1494-ben bajnai Both Andrásnak és testvérének 18.000 aranyforintért eladta a várat. Két oklevél maradt fönn erről az átadásról. Mindkettő szerint adósság miatt történt meg az adás-vétel. Ezt a birtokcserét 1495. május 30-án a Pécsett tartózkodó II. Ulászló magyar király is megerősítette. Bajnai Both András ezután Siklóson alakította ki uradalmának központját.
1506-ban a környező (atyai (Valkó vármegye), szombathelyi (Baranya vármegye), valpói) uradalmakat Perényi Imre nádor kapta meg a királytól. 1507-ben Bajnai Both András föllázadt a király ellen, aminek okait a mai napig nem lehet tudni. Perényi Imre nádor szembeszállt a lázadóval, és sikeresen elfoglalta Siklós várát, majd adás-vétel ürüggyel megszerezte a vár a tulajdonjogát. Egy 1523-as oklevél így írt erről: Bajnai Both András egykor Dalmácia, Horvátország és Szlavónia bánja ...Baranya megyében fekvő Soklyós nevű várát... ostromgyűrűvel övezte, és addig ostromoltatta, amíg erőszakos és vakmerő kézzel feladásra nem kényszerítette. Annak ellenére, hogy a várat igyekezett olcsón megvenni, így is 8.000 aranyforint kölcsönt kellett fölvennie a Szapolyai családtól. Ennek visszafizetése 1509-ben történt meg. A vár megszerzése után a bán megépítette – valószínűleg 1511-1513 között – a vár bejáratát jelentő barbakánt, majd a lakótereket reneszánsz stílusban átépítette, a Perényi-címeres kandalló az első emeleten is ekkor készült el. Ezenkívül ágyúteraszokat, és bástyákat is építettek. Az építkezések befejeztével a várkápolnát is fölszentelték. Ezen az eseményen számos főméltóság megjelent, többek között Enyingi Török Imre nándorfehérvári bán is részt vett.
1515-ben Perényi Imre Geréb Péter nádor özvegyét, Kanizsai Dorottyát vette feleségül, aki Siklósra költözött. Hozzá kapcsolják a vár később elpusztult, de eredeti formájában helyreállított gótikus erkélyét, illetve a Dorottya-kertet. Perényi 1519-es halála után átvette a birtokok irányítását. Legnevesebb cselekedete, hogy a mohácsi csata hírére összeszedte a várnépet, és eltemettette az ütközet halottait.
Perényi Imre halála után, fia, Perényi Péter lett a vár ura. Ezekben az években érkezett haza Wittenbergből Siklósi Mihály tanító, aki magával hozta a lutheri tanokat. Siklósi Mihály ismertette meg Sztárai Mihállyal és Perényi Péterrel az új eszméket. A következő években több drávaszögi hallgatója volt a wittenbergi egyetemnek. Perényi Péter 1542-ben több falu adóját lefoglalta a vár védelmének megerősítésére: Theremhegy 12, Iszró 7,5, Baranyaviszló 8,5, Csukma 4 és Szentmárton 2 portájának összes jövedelmét, 34 forintot.

## A török hódoltság kora

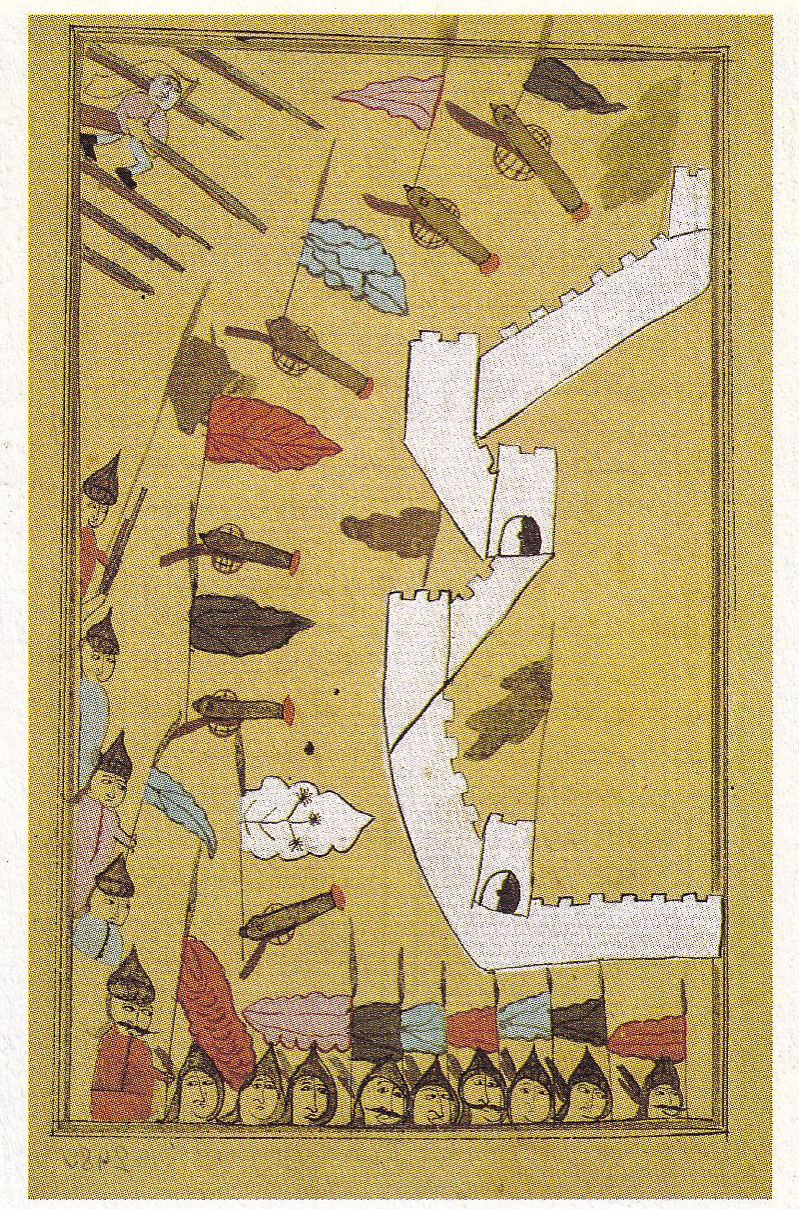
Siklós ostroma, 1543

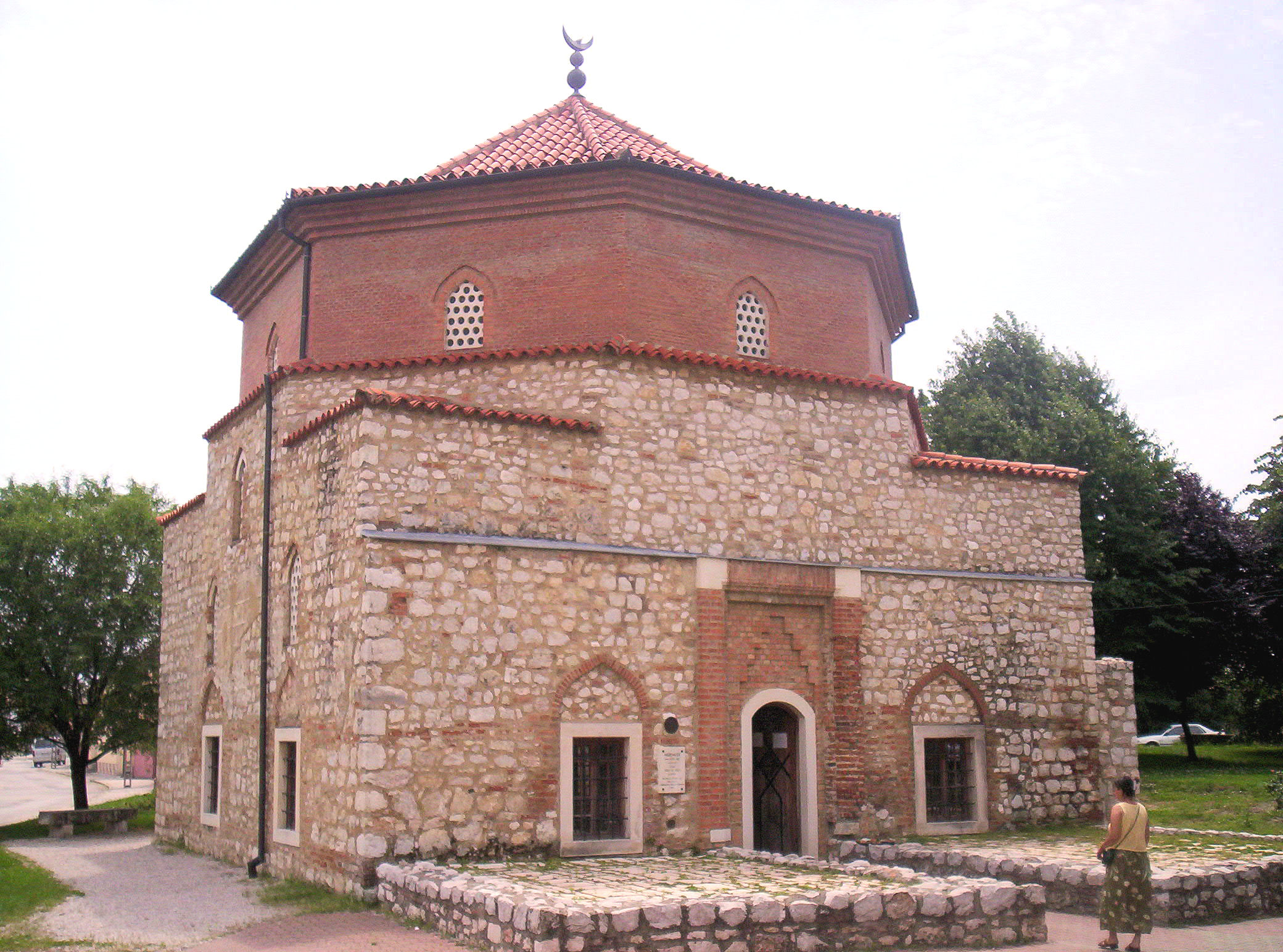
Malkocs bég dzsámija Siklóson

1526 után Siklóst egyre erősebben fenyegette a török. A következő 15 évben négyszer vonult át a vármegyén a török sereg. 1532. július 17-én Kőszeg felé haladva elfoglalták „Arsán és Siklós várát, továbbá Szercsianos (Szerecsen János) nevű bánnak várát is. Beren (Perényi) Péter nevű bánt viszont elfogták, és fogságba vetették.” Két nappal később „Kápolna várát Selje vára mellett”. Ekkoriban nem tartották meg a várakat, csak behódoltatták őket, és nem hagytak helyőrséget. 1537. január 7-én Matassy György kanizsai várnagy jelentette Nádasdy Tamásnak, hogy a törökök 250 paraszttal átkeltek a Dráván, és Siklós valamint Sellye környékén pusztítottak. 1540-ben ismét betörtek a vármegyébe a törökök és a Dráva mentén pusztítottak.
1543-ban ismét megjelent a török sereg Baranya vármegyében. Ezt az időszakot nevezi a történetírás az 1540-1547-es Habsburg–török háborúnak. Ekkor már hódító céllal érkeztek Pécs kapui alá. A várat hamar elfoglalták. Ezt követően küldtek erősítést Siklós és Valpó várai alá. Mindkét vár a bécsújhelyi börtönben sínylődő Perényi Péter uradalmához tartozott. Siklós két várnagya – Vas Mihály és Henyei Bernát – vezetésével csaknem két hétig tartotta a várat. A szultán mindkét várnak szabad elvonulást biztosított, és Siklós védői kétnapos ostrom után 1543. július 7-én kapituláltak. Ezzel a vidék az Oszmán Birodalom részévé vált. Siklós ostromáról Giovanni Martino Stella írt részletesen. Szerinte a külső vár, amely tömésfallal volt körülvéve, nem volt alkalmas a török elleni védekezésre. A várban kevés volt a muníció. Egyes kutatók 270 főben határozták meg a katonaság létszámát, hozzájuk csatlakoztak a környékbeli falvakból a jobbágyok, akik 180-an lehettek. Az ostrom előtt 11 várvédő katona érkezett Valpóról is. A védőkhöz csatlakoztak a bajcsi pálosok és a trinitási bencések is. Az ostrom előtt a környék falvaiból beszállították az élelmet a várba.
A siklósi vár ostroma előtt a törökök elkezdték a megközelítő árkokat kiásni, és felállítani 51 ütegüket. Ezekkel június 27-ére végeztek. Hamarosan elkezdték lőni a városfalakat, és védtelenné tették azokat. Másnap a védőknek be kellett húzódniuk a belső városba. Ugyanezen a napon 4 bástyát romboltak le a támadók. A védők június 30-án sikeresen kitörtek, és 21 foglyot ejtettek, 7 ágyút tönkretettek. Július 2-án elfogyott a védők muníciójának nagyja, a törökök pedig a bástyákon rohamréseket lőttek. Másnap általános támadást indítottak, és a külső várat még aznap el is foglalták. Ezután két napig több ellenaknázással megakasztották a támadást a védők, de végül kifogytak a forrásaikból. Július 7-én kapituláltak. A várvédők szabadon elvonulhattak Sziget várába.
A török hódoltság kezdetén hat oda (század) gyalogos, vagyis 600 fő gyalogos katona őrizte a várost. A város bevétele után 4 évvel, 1547-ben, már 120 főre csökkentették a létszámot. Az új közigazgatás következtében Siklós a Mohácsi szandzsák egy települése lett, és Kászim pécsi bég fennhatósága alá került. Kereskedelmi központ, drávai átkelő, hadidepó lett az évtizedek alatt. 1555-ben Siklósról, mint nahije központról írnak, majd 1579-ben a Szigetvári szandzsákban nahijeközpont.
Török részről is volt krónikása a siklósi ostromnak. Szinán Csaus külön fejezetet szentelt Siklósnak: „Ez a fejezet előadja, hogy a világvédő padisah ő felsége szolgáját, Ahmed pasát, a Sklóvis nevű vár ellen küldi.” Szinán leírása alapján a szultán az ostrom előtt fölszólította Vas Mihályt, hogy adja át a várat, aki ezt elutasította. Ezt követően a szultán átkelt a Dráván, és a várral szemben alakította ki táborát. A szultán után Ulama bég, Murád pozsegai bég és Kászim bég táborozott le. Őket követte Hohammed kán morai bég, Ahmed ruméliai pasa, és Ibrahim pasa anatóliai beglerbég. Hozzájuk csatlakozott a Devlet Geraj krími tatár kán.
Az érkezést követő másnap a szultáni divánt tartott, ahol megbeszélték a haditervet. Mohamed pasa szerdára a déli oldalon négy ágyút állított föl, és megkezdte a város lövetését. Még aznap „nagy réseket nyitott” a falakban. Másnap reggelre a déli oldal leomlott. Ezalatt a nyugati oldalon táborozó Khosrev (Huszrev?) pasa egy ágyúval lövette a várfalat. Másnap már 5 ágyú állt rendelkezésére, és még aznap leomlott a nyugati várfal. Mikor a törökök látták, hogy a siklósiak a belső várba vonulnak vissza, általános támadást indítottak, és 1543. július 4-én délelőtt elfoglalták a külső várost. Khosrev ezután ágyúival a várat kezdte el lőni. Amikor az út megnyílt a várba, a török katonák rabolni, fosztogatni, gyilkolni kezdtek a városban. A házakat azonban nem gyújtották föl, mert a szerdár megtiltotta azt. 1543. július 7-én Siklós kapitulált. A kivonuló védőket a lesben álló török katonák legyilkolták, de Vas Mihály életben maradt.
A törökök Siklós elfoglalása után mindent a saját igényük szerint alakítottak. A keresztényeket kiszorították a belső városból, és egykori tulajdonaikat a bosnyák katonák kapták meg. A város feladata a hadsereg kiszolgálása volt. Itt élt az elit: a várparancsnok, a tisztek, az iszlám egyházi személyzet, mint a kethüda, dizdár, müezzin. A külső város a vártól keletre terült el, 7 mahalle (városrész) alkotta. A lakosság főleg muszlim volt, potur (bosnyák) nyelven beszélt, és kereskedéssel foglalkozott. Siklóson is – ahogy a többi dunántúli török városban – faházak, szűk utcák, belső kertek jöttek létre, továbbá a várban bosztánkerteket (palotakerteket) alakítottak ki. A külső város 7 mahalléjéből 2 volt keresztény, ami 2 utcát jelentett: 1554-ben a Nagy utcában 50, a Söprős utcában 23 keresztény adózó élt. 1579-ben a két utcában csak 54 keresztény adózó élt. A következő években stabilizálódott a helyzet, és bár cserélődött a keresztény lakosság, állandónak mondható a számuk.
Az 1559-1560. évi összeírás szerint a budai vilajet után a siklósi „vilajetben” fizették a legtöbb adót, előbbiben 223.429 akcsét, utóbbiban 217.173 akcsét. A pécsi, koppányi, simontornyai bevételek a siklósi felét sem érték el.
1593-ban a szigetvári hász birtokok összeírásakor Siklós nahije is meg van említve, tehát Siklós közvetlenül az oszmán szultánnak adózott. 1597-1598-ban történt egyik összeírás szerint már Ahmed pasa birtokolta a települést.
A törökök a várban az ostrom után elkezdték átalakítani a várkápolnát Szulejmán kán dzsámijává, és a mai ferences plébániatemplommal is ugyanez történt, és ezt is Szulejmán kán dzsáminak hívták. Evlija Cselebi, a török utazó hét dzsámit említ a külső városban az 1660-es években. Ezen kívül Malkocs bég dzsámija ismert, mivel a 20. században helyreállították. A rekonstrukció sikerét jelzi, hogy Europa Nostra-díjat kapott. A dzsámit Siklós elfoglalása után kezdhették építeni, de annyi biztos, hogy 1565-ben állt, mert ebben az évben halt meg Malkocs klisszai szandzsákbég. Cselebi, a városról, amit ő alsó várnak nevezett, az alábbiakat írta:

„Összesen tizenhét erős, magas tornya van, melyeknek magas csúcsát deszka fedi; mikor Szihráb Mohamed pasa kanizsai váli volt, akkor fedette be a tornyokat deszkával. Erős bástyák ezek. Az egyes tornyok között száz-száz lépés van. E számítás szerint az alsó várnak kerülete ezerhétszáz lépés. E vár körül csupa mély és széles sziklaárok van,... Keleti oldalon egy kapuja. A kapun kívül fahíd van, melyet csigákon minden éjjel felvontatnak.”

A török időszakban építették ki a vízvezetékrendszert is, amely számos csorgókutat, illetve egy törökfürdőt is magába foglalt. Ilyen volt Ömer aga kútja, amely a belső városban helyezkedett el és 1641-1642-ben (hidzsra 1051-ben) építette Kara Ömer bég. A törökfürdőről csak annyit tudunk, hogy létezett, de helyét nem ismerik, ugyanis nem végeztek még erre irányuló régészeti ásatásokat. A 17. század végén a dokumentumok szerint 100 hold földdel Szefer Ahmet volt a leggazdagabb siklósi.
A város környékén hosszú évtizedekig béke volt. Az első komolyabb katonai hadművelet 1664-ben zajlott le. Ekkor Zrínyi Miklós hadai az eszéki híd fölégetése után Siklóson keresztül vonultak vissza. Ekkor a vár helyőrsége nem támadta meg a keresztény hadat, hanem hagyta, hogy továbbvonuljon. Zrínyi Miklós tudomást szerzett, hogy Szalántánál 1500-2000 fős török-tatár csapat táborozik. Elrendelte ellenük a támadást, de mire a faluhoz értek volna, a törökök elmenekültek. Ezekben az időkben már többször jelentették a pasák, hogy hajdúk gyújtogatják a Szigetvár, Mohács, Siklós környéki falvakat. Ennek is betudható, hogy az 1686-1687-es fölszabadító harcok után több falu már teljesen üres volt. Villány, Kistótfalu, Márok, Kövesd, Nagyharsány is szinte teljesen lakatlanok voltak.

## Az 1686-os visszafoglalástól a reformkorig
1686-ban, Buda visszafoglalása után egy hónappal a Szent Liga serege, élén Badeni Lajossal dél felé vette az irányt, és sorban foglalta vissza a várakat. a Dél-Dunántúlon Sásd és Kapos várainak elfoglalása után Barcs mellett egyesültek a Drávai-hadtesttel. A sereg nem támadta meg Sziget várát, hanem továbbhaladt Pécs felé, majd október 16-án sikeresen elfoglalták a rossz állapotú várost, majd 5 napi ostrom után a várat is. Ezután Badeni Lajos seregét két részre osztotta, és az egyik seregnek ő, míg a másiknak Friedrich Siegmund Schärffenberg lett a parancsnoka. Utóbbi kapta feladatául, hogy Siklós várát bevegye.
1686. október 25-én érte el Schärffenberg a települést, majd megkezdődött az ostrom. A parancsnok tüzérségi előkészületeket javasolt, míg főtisztjei inkább általános támadást. A másnap végrehajtott támadás azonban sikertelen volt, és a törökök visszaverték a támadókat. Schärffenberg későbbi jelentéséből kiderül, hogy a törökök még 1685-ben kettős védművet emeltek. Ennek következménye volt a sikertelen támadás. Schärffenberg parancsnok így írt az ostromról 1686. november 1-jén:
„...Siklós a törökök által újabb időben jól kiépített erősség, amely két részből áll: a belső és a külső erődítményből (Festung). A belső várat kerítő erős falat mindenütt, minden oldalról belső falszoros övezi. A főkapu a vár építményrendszeréből teljes kör alaprajzú nagy ágyúbástyájának (Barbakán) falán nyílik. Innen híd köti össze a belső és kkülső várat. E helyen a támadás azért is kerülendő, mert mindkét oldalról oldalozó tüzet lőnek az elhelyezett lövegek A külső vár egy közeli ovális alakú fennsíkon van, erős külsőtornyos védőfallal, s ugyanitt három- vagy négyemeletes ágyútorony kerek védművekkel. Az egész falrendszert jó karban lévő, s nagyon mélynek tűnő vizesárok veszi körül...”
Schärffenberg-hadtest a megközelítőárkokat a város főkapuja ellen két irányból is kiépítette, ugyanis ennek hiánya is oka volt az első sikertelen támadásnak. 1686. október 27-én sikeres támadással a keresztény sereg bevette a külső várat. Másnap elkészültek a megközelítőárkok is. Október 29-én a belső várban komoly rést sikerült robbantani, így megkezdődhetett a támadás. A rohamra fölkészült a Schärffenberg-gyalogság, az Arco-féle küriaszier zászlóalj, Truchhsess ezredes két gyalogos zászlóalja, La Tour ezred zászlóalja és a Strasser-féle ezred egy zászlóalja. Eközben folyamatosan lőtte a tüzérség a belső várat. 1686. október 30-án került a település ismét a keresztények uralma alá, miután a törökök kitűzték a megadást jelző zászlókat a várfalra. A vár elfoglalása után derült ki a támadóknak, hogy a 200 török védő csak két napi munícióval rendelkeztek. A török katonák hadifoglyok lettek, családtagjaikat az oldi kikötőbe vitték, majd onnan Eszékre, a török táborba szállították. A várba Lambrecht alezredes vezetése alatt egy bajor gyalogos századot, két lovasszázadot helyeztek.
A törökök 1687 nyarán ellentámadást indítottak a Dél-Dunántúl ellen. Augusztusban portyázó törököket láttak Siklós környékén, és augusztus 10-én Baranyavárnál voltak, és megkezdték az előrenyomulást. Augusztus 12-én Siklós akarták visszafoglalni, de a nagyharsányi csatában az Oszmán Birodalom hatalmas vereséget szenvedett. A győztes csata után a Habsburgok Siklósban hírszerző központot hoztak létre.
Siklós és környéke a kamara tulajdonába került, és 1698-ig így is maradt. Ekkoriban a környék lakossága lassan növekedett. Az Oldra vezető utat ezen időszakban többször fölújították, ugyanis az oldi kikötőből érkeztek a hadi ellátmányok.
1698. december elsején Siklós uradalma a bolognai származású Aeneas Sylvius Caprara gróf, császári tábornagy tulajdonába került 1000 forint és 500 arany ellenében.. 1701-ben halt meg. Birtokait fiúágon örökölték. Az 1704-1711 között zajló Rákóczi-szabadságharc, a pestisjárvány és a szerb betörések miatt súlyosan megcsappant Siklós lakossága. Míg 1696-ban 115 család élt a mezővárosban, 1711-ben 21 jobbágy- és 19 zsellércsalád lakta. A 18. század elején a településen élő családnevek arra utalnak, hogy több foglalkozást is űztek Siklóson: csizmadia, kerékgyártó, szabó, mészáros. A szerb betörések miatt a kül- és belváros teljesen leégett. A szatmári béke után kezdett újra benépesülni a mezőváros. 1728-ban 114 jobbágycsaládot írtak össze, és a lakosság 63,7%-a magyar, 13,5%-a szerb, 5,1%-a horvát, 5,5%-a német, 8,7%-a cigány és 3,5%-a görög nemzetiségű volt. A görög kolóniákat a Caprara család támogatta, mivel a borkereskedelem bővülését remélték tőlük. Ebben az időben borkonjunktúráról beszélhetünk, és a bor tárolására használt boroshordókat készítő kádárműhelyek is ekkor létesültek a mezővárosban. Ennek a konjunktúrának köszönhetően a közvetlenül a szatmári béke után érkezett görög családok 1728-ra annyira meggazdagodtak, hogy el is költöztek Pécsre vagy Mohácsra. 1727-ben a Siklós-hegyről a vár aljára, az úgynevezett Cigányvárosba telepítették le a cigányokat. Ők is fizettek adókat, a robotot pedig a cigánybíró irányította, amely tisztségre a cigányság maguk közül választott ki egy embert.
Siklós fölszabadulása után a katolikus egyház próbálta visszaszerezni korábbi területeit, azonban ekkoriban Siklós vidéke tiszta kálvinista volt. 1687-ben a Ferences-rend megkapta a korábbi Benedek-rend Szentháromság templomát, ami ekkor romokban állt csak. 1689-ben a jezsuiták följegyezték, hogy néhány katolikus család élt már a mezővárosban. Az ellenreformáció nyomán 1692-ben Radanay Mátyás pécsi püspök fenyegető levelet küldött a siklósi reformátusoknak, hogy tartsák be a püspöki utasításokat. 1713-ban a királyi dekrétum alapján a protestánsoknak meg kellett tartani a katolikus ünnepeket is. Ezt szegte meg Herceg Sámuel siklósi lelkész, akit ezért börtönbe vetettek. A siklósiak tiltakozása nyomán végül elengedték őt. A siklósi református iskola működését sem tudták megakadályozni a hatóságok. 1725-ben a vármegye hatósága megengedte a reformátusoknak, hogy magánházaknál megtarthatják az istentiszteleteket, így részleges vallásszabadság volt Siklós környékén is. A katolikusok viszont tovább az erőszakos föllépéseket és templomfoglalásokat. Az 1720-as évek végén Siklós többségi református, magyar mezőváros volt. A reformátusoknak ebben az évtizedben „újabb építésű” sárból és vesszőből készült temploma is volt. Arról nem tudni, hogy pontosan mikor vették el a katolikusok a reformátusoktól a kőből épült templomukat. Az ortodox szerbek és görögök is emeltek saját felekezetű templomokat, amik mind leégtek ezekben az évtizedekben.
A 18. század elején a mezővárosokra jellemző volt, hogy a földesúr jelölte ki a bírót, aki hívtak öregbírónak, főbírónak, első bírónak is, és ő volt a város első embere. Az ő utasításait a kisbírók dobolták ki magyarul, szerbül, horvátul és németül a polgároknak. 1727-ben létrehozták a nótárius, avagy a jegyző intézményét, hogy a kancelláriát vezesse.
1728-ban új földesura lett Siklósnak: a Batthyány család. Eleonora Strattmann, Batthyány Ádám országbíró özvegye 1726-ban a siklósi uradalom felét kapta meg adományként, majd két évvel később az uradalom másik felét megvásárolta. A birtok átvétele 1736-ban vált véglegessé, amikor 96.200 forintot fizettek Siklós és környékéért. A mezőváros tovább fejlődött az új tulajdonosok alatt is. Batthyányiak szigorították a gazdasági ellenőrzéseket, továbbá komolyabb tűzrendészeti intézkedéseket is hoztak: a városháza udvarán tűzoltó szekeret helyeztek el, minden háznál 1-2 akós vízzel teli edények meglétét írták elő.
A Batthyányiak idején a lakosság létszáma is folyamatosan gyarapodott Siklóson. A létszámnövekedés a betelepülőknek is köszönhető volt, 1799-ben 64 letelepedési engedélyt adtak ki. A családfők 64%-a iparos volt. Ez a későbbi években is hasonló arányú volt. A mezővárosban 1767-ben tartott egyházi összeírásban 1380 főt jegyeztek le, a 296 katolikus házaspár alapján. E szerint majdnem 5 gyermek volt minden katolikus családban. 1782-ben már 1107 katolikus felnőtt, és 389 katolikus gyermek élt Siklóson. Rajtuk kívül 7 evangélikus, 900 református és 364 ortodox ember lakta a mezővárost. A cigányok létszámáról nincsenek adatok, csupán annyit tudni, hogy a letelepedésükkor 22 házban laktak, majd 1746-ban még 10 házhelyet kaptak a földesúrtól. 1772-ben már 47 házat írtak össze a Cigányvárosban.
1766. március 19-én Baranya vármegye megküldte a mezőváros bíráinak az érbéri rendeletet. Azonban ezen években komoly elégedetlenségeket szültek az ilyen rendeletek a jobbágyok között. Számos földesúr túlrobotolást rendelt el részükre, de a legnagyobb felháborodást a heti négynapi robot jelentette. A márciusi rendelet kihirdetése után sorban tagadták meg a robotszolgáltatást a jobbágyok. Az év augusztusában Baranyában már a kilencedet is megtagadták. A parasztlázadást megelőzően már a harkányi Járó Péter vezette 1765 decemberi szervezkedés is intő jel volt az általános közfölháborodásnak. 1766. szeptember 1-jén a vármegye Siklóson hirdette ki az úrbéri rendelet életbe lépését. A siklósi prefektus, Strobel Zsigmond a vármegyétől császári katonákat kért, hogy megfékezze a parasztokat. A parasztok ezen a napon már fegyverekhez is jutottak, és a körülbelül 600 fős tömeg a vár alá vonult. Ezután kitört a csata a katonák és a parasztok között. Nem maradtak fönn hiteles bizonyítékok, de 200 fő lehetett a halottak száma. A lázadás leverése után bírósági tárgyalások kezdődtek, amin kiderült, hogy csak nagyon kevés siklósi lázadó volt, és a lázadók fele nem Baranyából származott.
Leírás a településről a 18. század végén:

„SIKLÓS: hajdan Soklós, Siklósia. Híres régi Vár; alatta pedig magyar, rátz, és német lakosú Mezőváros Baranya Várm. földes Ura G. Batthyáni Uraság, lakosai katolikusok, ó hitüek, és reformátusok, fekszik a’ G. Batthyáni Uraságtól megújjíttatott jeles Vár alatt, mellyet néhai Caprara Fő Vezér kezdett vala. Nevezetesítette e’ helyet ZSIGMOND Királynak fogsága; midőn a’ Siklósi Uradalom, Gara Miklósnak bírtokában vala. A’ Királynak vólt fogságbéli állapottyáról külömb féle véllekedésben vagynak az Irók. Lásd felőle: Geographicam Descriptionem C. Baranyensis Georgii Papanek, a’ hol e’ Városnak története is rövideden előadatik. Vólt szomorú állapottyát a’ Királynak ezek a’ sorok nyilváníttyák: Misit Deus misericordiam suam super me, & eripuit me de medio Catuli Leonum; dormivi conturbatus. – A’ Vár merő kősziklán, négy szegelet formában, 3 emeletre épűltt; két kapuji vagynak, ’s a’ külső felett Gróf Batthyáni Nemzetségnek tzímere szemléltetik. Napkeleti, és déli szegeletében e’ Várnak egy szép Kápolna van, a’ Szent Kereszt’ feltaláltatásának tiszteletére szentelve; általellenben ezzel, egy kősziklából kereken kifaragott 25 ölnyi mélységű kút, mellyen egy egy akós vedrek által húzattatik-fel a’ víz; ’s lépegetvén a’ kerekben egy ember, a’ vedreknek egyike tele felfelé, a’ másika pedig üressen lefelé ereszkedik. Feleslegvaló vize e’ kútnak, a’ Sz. László Szerzetebéli Atyáknak Klastromjoknál dél felől foly-ki, holott bólthajtás alatt fördőjök vagyon; innen pedig egy kerek tóba, holott az Aszszonyok fejér ruhákat mosnak. Vize a’ legnagyobb hidegben is olly meleg, hogy gőzétől egygyik a’ másikat nem láthattya; tovább alól rendes árkában egy daráló malom is van rajta. – A’ Plébániát itten az említett Szerzetes Atyák bírják, kiknek Klastromjok 4 szegletű, ’s két emeletre van építve. Szentegyházok pedig a’ Sz. Háromságnak tiszteletére szenteltetett, ’s jó magasságú Tornyok 4 haranggal díszeskedik. A’ Városnak napkeleti végénél vagyon a’ N. Harsányi út mellett a’ T. N. Vármegyének selyem mív-háza, holott esztendőnként mintegy négy mázsa selyem szereztetik-öszve; napnyúgoti észak felől pedig négy emeletre épűltt gabona tárház van; mellette a’ bodnár, tímárház, ’s egyéb gazdasági épűletek. A’ Város’ közepén nagy Vendégfogadó van; a’ Vár alatt a’ Vármegyeháza, melly a’ Siklósi járásbéli Fő Szolga Bíró Úrnak lakást szolgáltat. E’ hívatalt mostan T. N. és V. Boda József Úr viseli, a’ kinek szívességét járásának hív leírásáért különösen köszönöm. Mind a’ háromféle Lakosoknak vagyon külön Templomjok, Papjok, és Oskolájok. A’ fellyebb leírtt várbéli emlékeztető íráson kivűl, még más emlékeztető írás is van a’ Szent László Szerzetebéli Atyáknak épűlettyeknél, melly ezt jelenti: Cum fortis armatus custodit atrium suum, in pace sunt ea, quć possidet. – Garaiak után Perényieké vólt a’ Siklósi Uradalom, míg az Ozmanok által 1543-dikban el nem foglaltatott, a’ kiknek jármokat egész 143 esztendőig viselte. Valamint Vas Mihály félelembe esve adta-fel e’ Várat az Ozmanoknak; úgy ezek is erőszak nélkűl adták-viszsza. A’ Várbéli külömbféle jeles épűleteken kívűl, szép Kápolna is van benne, mellet, minden mostani jelesebb épűletekkel egygyütt, a’ mostani földes Uraság építtetett. Fekszik e’ Város Pétshez 2 mértföldnyire. Az előtt kőfalai között Apátúrsága vala; azon helyen pedig, holott a’ Benediktinusok vóltak, most az említett Sz. László’ Szerzetebéli Atyák vagynak. Épűletei többnyire alatsonyak; külömbféle színű márvánnyok nevezetes; határjok a’ hegy alatt jól termő, és soha sem hevertetik; veres borai kedvesek; ide tartoznak az Uraságnak erdőből álló pusztái, úgymint: Czigány Poroszló, Sári, és Akoly. Országos vásárjai népesek, ’s héti vásárjaik is meglehetősek; veres boraikat Eszéken 5, Valpón 4 órányira árúllyák-el."”

A 18. század végén 19. század elején folyamatosan fejlődött a város. A szabad vallásgyakorlás és templomépítés következtében, 1791-1802 között fölépülhetett a reformátusok kőből készült temploma. Az 1830-as években az utakat folyamatosan javították, a várhoz vezető utat kikövezték. 1840-ben a város valamennyi utcájában az árkokat kimélyítették. 1845-ben a mezővárosban 1693 római katolikus, 1572 református, 360 szerb ortodox, 57 zsidó lakott.
Siklós mezőváros lakosságának 70%-a volt földbirtokos az 1840-es évek elején. Az 1840-ben kihirdetett örökváltságról szóló törvény több családnak reményt jelentett. A megváltási összegek elég magasak voltak azonban, így többnyire módosabb mezővárosokkal vagy falvakkal lehetett a szerződéseket megkötni. Batthyány Kázmér 1846-ban Bodony, Drávacsehi, Drávaszerdahely, Hásságy, Egerág, Udvard falvakkal jobbágyaival szerződött, majd egy évvel később következett Szava, Drávapalkonya, Mozsgó jobbágyai is. Ezen szerződések a földesúrnak is kedveztek, ugyanis a kapott pénzt az uradalom üzemeinek korszerűsítésére fordította. Batthyány Kázmér kötötte meg a legtöbb örökváltsági szerződést az országban.
Siklós 1847. június 20-án kötötte meg földesurával az örökváltsági szerződést. A szerződésben újpolgároknak nevezték már az 53 cigány családot. A szerződés azonban a következő évek politikai zűrzavarában több ponton sérült, és csak a szabadságharc leverése után rendeződött.

## 1848–49-es forradalom és szabadságharc kitörésétől a kiegyezésig
1848. március 15-én kitört a forradalom Pesten. Az év tavaszán és nyarán is megmozdulások voltak, főleg a disznó- és marhakereskedők, akik jól éltek, de választójogot szerettek volna. Hozzájuk csatlakoztak a kálvinista értelmiség (papok és tanítók), akik megfogalmazták a gazdasági és politikai követeléseket. A Siklós környéki falvak: Szaporca, Csehi, Drávaszabolcs, Palkonya, Tésenfa, Ipacsfa, Kovácshida lakosai Munkácsi Albert szaporcai református lelkész, Láng Ferdinánd cúni uradalmi ispán és a cúni bíró Csöme István vezetésével a dézsma eltörléséért szálltak harcba. Munkácsi Albert csoportja nem volt elégedett azzal, hogy fölszabadultak a jobbágyok, hanem földosztást szeretett volna.
Nagy fölháborodást keltek Baranya vármegyében, hogy 1848. június 20-án Siklóson a Csukma dűlőben Batthyány Kázmér helyett Táncsics Mihályt választották meg országgyűlési követnek. Ezt a gyűlést még 1850-ben is vizsgálták, az ott elhangzott szónoklatokat tekintve. Ebben a hónapban határozták meg, hogy a Siklósi járásban 900 főben határozták meg a nemzetőrség létszámát, parancsnoka Nagy Ferenc lett. Siklóson a nemzetőrségbe magyarok, németek és horvátok léptek be, szerbek nem.
Batthyány Kázmér baranyai főispán 1848 szeptember 14-én Pécs város tanácsához intézett levelében kérte a közelgő horvát támadás miatt a nemzetőrség létszámának növelését és Siklósra vezénylését. Bár a baranyavári és a siklósi erőket összevonták, végül nem került szembe a Jelačić seregével.
1849. január 30-án egész Baranya vármegye a császáriak uralma alá került. Az év június 11-én a túronyi csatában (egyes források szerint Túrony és Szalánta közötti erdőben, más források szerint Túrony és Csarnóta között) kétszázadnyi honvéderő Kósa (más írásmódban Kossa) Dániel vezetésével próbálta meg elvágni a császár csapatok utánpótlásának vonalát, azonban császári sereg szétverte a nemzetőröket, továbbá Túronyt felgyújtotta.
1849. július 18-án az alispán megbízta a szolgabírót, hogy írja össze, kik voltak a forradalom helyi vezetői. Ekkor rendelték el Siklóson a fegyverek összegyűjtését. Elfogták Kossa Dánielt, a marócsai tanítót, Munkácsy Albert szaporcai lelkészt és Nagy Ignác oszrói jegyzőt. Október 21-én kezdte meg a Fegyelmi Bizottmány a működését, amely kötelezte a jegyzőket, lelkészeket és tanítókat, hogy mit csináltak 1848 októberétől kezdve. Siklóson a polgárok passzívan tüntettek: a férfiak és nők magyaros ruhát hordtak, rózsával díszített kalapot hordtak.
1850-ben sorban ítélték el a forradalom vezetőit, résztvevőit. Január 1-jén Batthyány Kázmért felségárulással vádolták meg, és 1851 szeptemberében Batthyányt távollétében fej- és jószágvesztésre ítélték, és Kossuthtal együtt nevüket bitófára szögeztették Pesten. Batthyány Gusztávot közlegénynek sorozták be, Munkácsy Albertet 10 év várfogságra ítélték.

## A boldog békeidőkben
Kálmán Farkas máriagyűdi lelkész 1886-ban írt levelében tesz említést a drávaszögi egykézésről:

„„6. Magzatvesztés: rendszeresen gyakoroltatik! Van olyan ember, ki maga adja neki nejének az 5. ftot, hogy menjen a Csarnota-i banyához, s szedesse ki magából!
Azontúl egy pápista kenő banya jár falurol falura. - De legveszedelmesebb Siklóson egy Novákné nevü bába, ki már - csak tudtommal is - sok asszonyt elküldött a másvilágra! Dr. Troll, járás-orvos, Teleki gyógyszerész, Varga uradalmi ispán, Szücs Dániel ref. tanító - nejeik az ő átkos mestersége folytán mentek el!””

## A világháborúk időszaka
Az első világháború kitörése

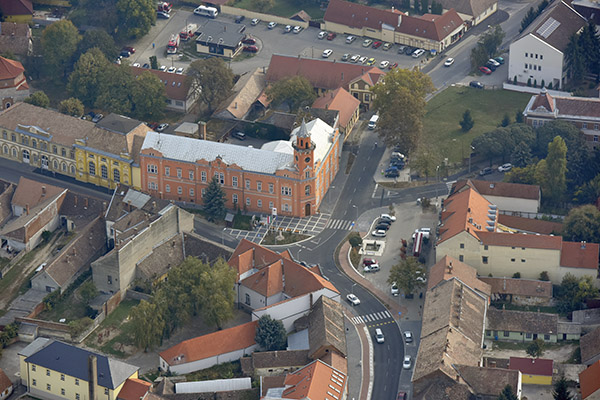
Városháza épülete légi fotón, Siklós

1918. november 13-án a belgrádi egyezmény alapján Baranya vármegye területének nagy részét megszállták a szerbek. 1921 nyarán a Baranya–bajai Szerb–Magyar Köztársaság nevű szerb bábállam része. 1921. augusztus 15-én Mohácson, Szigetvárott, Siklóson, Barcson népgyűléseket tartottak, s valamennyi helység lakossága nevében kimondták az új köztársasághoz való csatlakozást. Ezt az államszervezetet nemzetközileg nem ismerték el.
Siklós a két világháború között.

## A szovjet megszállástól napjainkig
Siklóson 1944 októberében többször is bombatámadásokat hajtottak végre a szövetségesek, amik halálos áldozatokat is követeltek.
1956. október 23-án a rádióból értesültek a pesti eseményekről a község lakói, ugyanakkor a pécsi eseményekről nem tudtak semmit.
Siklós 1970-ben kapott nagyközség jogot. 7 évvel később, 1977. április 1-jén városi rangra emelték. A városavató ünnepséget 1977. március 31-én tartották. Szarka Árpád városi tanácselnök ünnepi köszöntője:

„Optimista vagyok, mint minden siklósi ezekben a napokban. A lakosság, az itt működő vállalatok, intézmények nemcsak várták, hogy Siklós város legyen, hanem sokat tettek is érte. Remélem, ezután is minden támogatást megkapunk, most már a város fejlesztéséhez, hiszen széles körű társadalmi összefogással tudjuk létrehozni e városi élet legjobb feltételeit.”

Mivel ekkor még meghatározott lakosságszám esetén adták csak meg e települési rangot, az addig önálló, szomszédos Máriagyűdöt hozzácsatolták. Ugyanekkor lett nagyközség a szintén szomszédos Harkány, amely korábban Siklóssal közös tanáccsal működött.
Siklós 2013 óta újra járási központ.